# Power of American Natives
Power of American Natives (ook wel geschreven als P.ower of A.merican N.atives) is een nummer van het Duitse trance-duo Dance 2 Trance uit 1993. Het is de derde single van hun debuutalbum Moon Spirits.

## Achtergrondinformatie
De tekst van het nummer benadrukt de veerkracht, macht en culturele betekenis van de Indiaanse gemeenschap. Het is een eerbetoon aan hun erfgoed en erkent de strijd waarmee zij in de geschiedenis te maken kregen. Het nummer werd ingezongen door Linda Rocco. Deze Amerikaanse zangeres, woonachtig in Frankfurt am Main, kende Dance 2 Trance-lid Rolf Ellmer uit zijn tijd als studiomuzikant. Eerder werkte Rocco als achtergrondzangeres voor Milli Vanilli. Rocco werd ook het gezicht van de act in de videoclip. De lange uithalen in haar zang zijn geïnspireerd door Everybody's Free (To Feel Good) van Rozalla. 
"Power of American Natives" was een van de eerste vocale trancehits die bestaan en werd in diverse Europese landen een hit. Zo bereikte het de 9e positie in Duitsland, het thuisland van Dance 2 Trance. In de Nederlandse Top 40 was het nog succesvoller met een 2e positie, terwijl het in de Vlaamse Radio 2 Top 30 de 10e positie bereikte.

## Tracklijst
- 12"

1. "P.ower of A.merican N.atives" (Vocal Mix) — 6:34
2. "P.ower of A.merican N.atives" (Ethno Instrumental Mix) — 5:57
3. "P.ower of A.merican N.atives" (Airplay Edit) — 3:51

- Cd-single

1. "Power of American Natives" (Airplay Edit) — 3:52
2. "Power of American Natives" (Vocal Mix) — 6:34